# Jeanine Mbala Amboki
Jeanine Mbala Amboki est une boxeuse camerounaise née en 1984. Elle a remporté une médaille de bronze lors des championnats d'Afrique de boxe amateur 2023.

## Carrière
Jeanine Mbala Amboki pratique la boxe anglaise féminine dans la catégorie des poids super-légers. Elle fait partie de l'équipe nationale du Cameroun lors de 20e édition des championnats d'Afrique de boxe amateur se déroulant à Yaoundé du 28 juillet au 6 août 2023. Classée dans les moins de 63kg, elle obtient son ticket pour les demi-finales en surpassant la Kenyane Mwangi Teresiah Wanjiru,. La finale lui échappe quand elle se confronte à l'Algérienne Hichrak Chahib. Elle parvient néanmoins à atteindre la troisième marche du podium aux côtés de la Mozambicaine  Isabel Sandra Mulungo. L'or revient à Hichrak Chahib et l'argent à l'Ougandaise Erina Namutebi.

## Palmarès
| Année | Compétition                                 | Catégorie | Lieu    | Place |
| ----- | ------------------------------------------- | --------- | ------- | ----- |
| 2023  | Championnats d'Afrique de boxe amateur 2023 | - 63 kg   | Yaoundé | 3e    |